# 安德烈·埃米特
安德烈·埃米特（英語：Andre Emmett，1982年8月27日—2019年9月23日），美国篮球运动员。
埃米特大学时代在得克萨斯理工大学打球，他是该校史上的得分王。2004年他获得了NCAA扣篮大赛冠军。
埃米特在2004年NBA选秀中在第35位被西雅图超音速选中，随即被交易到了孟菲斯灰熊。他新秀赛季一共只出场8次。赛季结束后，他被交易到迈阿密热火。后来他又在立陶宛、比利时等国打球。2008年他和费城76人签下一份10天合同，但球队并没有和他续签。
埃米特从2009年开始效力于中国男子篮球职业联赛山东金狮。2010年3月7日，他在对江苏龙的比赛中得到71分，刷新了此前由孙军保持的70分CBA单场得分纪录。次年，他转会福建鲟。埃米特在2011年返回美国。
美国当地时间2019年9月23日，埃米特在达拉斯的家门口与他人发生冲突，被枪杀。终年37岁。